# Clément Koretzky
Clément Koretzky (Miramas, 30 de octubre de 1990) es un ciclista francés. Su hermano Víctor Koretzky también es ciclista.

## Palmarés
2011
- 1 etapa de la Vuelta a la Comunidad de Madrid sub-23
- 1 etapa del Giro del Valle de Aosta